# Théorème de Birkhoff (électromagnétisme)
Pour les articles homonymes, voir Théorème de Birkhoff.
En physique, plus particulièrement en électromagnétisme, le théorème de Birkhoff concerne les solutions statiques à symétrie sphérique des équations de Maxwell.
C'est à George David Birkhoff que l'on doit ce théorème, qui affirme que toute solution à symétrie sphérique des équations de Maxwell sans source est forcément statique. Deux preuves de ce théorème ont été apportées par Pappas en 1984.